# Джемини (обсерватория)
Обсерватория Джемини (англ. Gemini Observatory) — астрономическая обсерватория, которая имеет два восьмиметровых телескопа на Гавайях и в Чили.
Телескопы Джемини были построены и обслуживаются консорциумом, включающим США, Великобританию, Канаду, Чили, Бразилию, Аргентину, и Австралию. Это партнерство управляется Ассоциацией университетов по исследованиям в области астрономии. Северный центр находится в Хило, Гавайи, южный центр — в Ла-Серене, Чили.
Первый телескоп — Джемини север (англ. Gemini North), также известный как Телескоп им. Фредерика Ч. Гиллета, — построен в 1999 году, размещается на потухшем вулкане Мауна-Кеа, на 4200 метрах над уровнем моря в США, на острове Гавайи. В рамках «Международного года астрономии — 2009» телескоп принимал участие в проекте «100 часов астрономии», который длился свыше четырёх дней и ночей, со 2 по 5 апреля 2009 года, и был задействован в веб-портале «Вокруг света с помощью 80 телескопов».
Второй телескоп — Джемини юг (англ. Gemini South) — построен в 2000 году, находится на горе Серро-Пачона (исп. Cerro Pachón), 2700 метров над уровнем моря в чилийских Андах.
Международный штаб обсерватории Джемини расположен в Хило, на острове Гавайи.
Вместе телескопы Джемини обеспечивают полноценное беспрепятственное покрытие северного и южного небосводов. По состоянию на 2018 год это одни из крупнейших и наиболее совершенных оптических инфракрасных телескопов, которые есть в наличии у астрономов. Оба телескопа получают чёткие изображения вселенной благодаря ряду передовых технологий, таких как адаптивная оптика и спектроскопия.
Телескопы позволяют вести высококачественные инфракрасные наблюдения благодаря серебряному защитному покрытию их зеркал и технологическим системам вентиляции. Благодаря высокой степени сетевой коммуникации, телескопы Джемини могут управляться удаленно, что позволяет избежать дополнительных поездок астрономов в процессе ожидания наиболее благоприятных атмосферных условий.
В 2014 году на телескопе Джемини юг начала постоянные наблюдения камера Gemini Planet Imager, предназначенная для поиска экзопланет вокруг ближайших звёзд.

## Руководство
Первым директором Обсерватории был Мэтт Маунтин, который с сентября 2005 года занимал этот пост в течение одиннадцати лет, после чего стал директором Института исследований космоса с помощью космического телескопа (STScI). Его сменил Жан-Рене Рой, который проработал в течение девяти месяцев, после чего его сменил Дуг Саймонс, занимавший должность директора с июня 2006 года по май 2011 года. На его место, в свою очередь, был временно назначен Фред Чаффи, бывший директор Обсерватории Кека. Чаффи сменил в августе 2012 года Маркус Кисслер-Патиг, который занимал этот пост до июня 2017 года. Затем доктор Лаура Феррарезе, руководящий директор по исследованиям Национального научно-исследовательского совета Канады, временно исполняла обязанности директора с 1 июля 2017 года в течение последующих 15 месяцев. С 1 октября 2018 года директором является ранее работавшая в STScI доктор Дженнифер Лотц.